# Johnny Hekker
John Robert „Johnny“ Hekker (* 8. Februar 1990 in Redmond, Washington) ist ein US-amerikanischer American-Football-Spieler auf der Position des Punters. Er spielt für die Tennessee Titans in der National Football League (NFL). Zuvor stand er von 2012 bis 2021 bei den Los Angeles Rams unter Vertrag und gewann mit ihnen den Super Bowl LVI. Anschließend spielte Hekker auch für die Carolina Panthers.

## College
Hekker besuchte die Oregon State University und spielte von 2008 bis 2011 für deren Team, die Beavers, erfolgreich College Football. Als Punter hält er zahlreiche Schulrekorde, daneben wurde er auch als Holder eingesetzt.

## NFL
Beim NFL Draft 2012 fand er keine Berücksichtigung, wurde aber danach von den St. Louis Rams als Free Agent verpflichtet. Bereits in seiner Rookiesaison wurde Hekker als alleiniger Punter eingesetzt. In seinem erst vierten Spiel warf er bei einem Trickspielzug einen Pass auf Danny Amendola, der damit einen Touchdown erzielte.
2014 erhielt er von den Rams einen Sechsjahresvertrag in der Höhe von 18 Millionen US-Dollar, davon 9 Millionen garantiert, wodurch er zum bestbezahlten Punter aller Zeiten wurde.
Für seine konstant guten Leistungen wurde er bislang viermal in den Pro Bowl berufen.
Am 3. Februar 2019 erzielte er im Super Bowl LIII, den die Los Angeles Rams gegen die New England Patriots verloren, mit 65 Yards den längsten Punt in der Geschichte des Super Bowls.
In der Saison 2021 gewann Hekker mit den Los Angeles Rams den Super Bowl LVI. Am 16. März 2022 entließen die Rams Hekker.
Daraufhin unterschrieb er am 18. März 2022 einen Dreijahresvertrag bei den Carolina Panthers.
Nach Ablauf seines Vertrags in Carolina nahmen die Tennessee Titans Hekker im März 2025 unter Vertrag.